# とある魔術の禁書目録 Original Sound Track
- とある魔術の禁書目録 > とある魔術の禁書目録 (アニメ) > とある魔術の禁書目録 Original Sound Track
- とある魔術の禁書目録 > とある科学の超電磁砲 > とある科学の超電磁砲 (アニメ) > とある科学の超電磁砲 ORIGINAL SOUND TRACK

『とある魔術の禁書目録 Original Sound Track』（とあるまじゅつのインデックス オリジナルサウンドトラック）は、ジェネオン・ユニバーサル・エンターテイメントジャパンより発売されている、テレビアニメ『とある魔術の禁書目録』のサウンドトラック。テレビアニメ本編のBGMとTVサイズの主題歌が収録されている。音楽はI've soundの井内舞子が手掛けている。
本稿では、外伝のテレビアニメ『とある科学の超電磁砲』のものについても記述する。

## とある魔術の禁書目録
2009年1月23日と4月24日に発売。

### Vol.1 ELECTROMASTER
2009年1月23日発売。記載上アーティストは井内舞子。ジャケットには、御坂美琴が描かれている。
収録曲
1. PSI-missing（TVサイズ） [1:35]
歌：川田まみ
作詞：川田まみ、作曲・編曲：中沢伴行
テレビアニメ『とある魔術の禁書目録』前期オープニングテーマ
2. 予兆 [2:10]
3. 運命の始まり [2:52]
4. オーバードライブ [1:28]
5. 闇への入り口 [2:33]
6. 空虚 [2:12]
7. 焦り [2:08]
8. 学園都市 [2:05]
9. 日常 [1:13]
10. ハリーアップ [1:03]
11. ヒートアイランド [1:45]
12. 穏やかな陽 [2:25]
13. 歪み [1:40]
14. 偉大なる力 [2:16]
15. 呪 [2:36]
16. 一方通行 [1:40]
17. 浮かび上がるもの [2:41]
18. 錬金術 [2:17]
19. 暴走 [1:54]
20. 怒り [1:22]
21. 魔女狩りの王 [2:33]
22. タイムリミット [1:50]
23. 吸血殺し [2:10]
24. 喪われたもの [2:19]
25. アイキャッチ [0:06]
26. Rimless〜フチナシノセカイ〜（TVサイズ） [1:32]
歌：IKU
作詞：IKU、作曲：IKU・高瀬一矢、編曲：高瀬一矢
テレビアニメ『とある魔術の禁書目録』前期エンディングテーマ

### Vol.2 Dedicatus545
2009年4月24日発売。記載上アーティストはI've sound。ジャケットには、インデックスが描かれている。
収録曲
1. masterpiece（TVサイズ） [1:39]
歌：川田まみ
作詞：川田まみ、作曲・編曲：井内舞子
テレビアニメ『とある魔術の禁書目録』後期オープニングテーマ
2. 混乱 [1:43]
3. 幻想殺し [3:15]
4. 立ち向かうチカラ [2:18]
5. 夏の日差し [1:10]
6. いつもの仲間と [1:38]
7. おなかすいた [1:12]
8. インデックス [1:38]
9. 通学路 [1:23]
10. ファニー・デイズ [1:08]
11. 「超機動少女カナミン」のテーマ [1:25]
12. お嬢様の日常 [1:10]
13. 虚数学区・五行機関 [2:39]
14. 絶望 [2:13]
15. 焦燥 [1:28]
16. 逆転 [2:11]
17. 願ったもの [2:35]
18. ニンゲンデハナイモノ [2:09]
19. 魔術結社 [2:11]
20. 闇の中 [2:07]
21. 光の静寂 [4:54]
22. ブレイクスルー [2:41]
23. 心に [2:31]
24. それぞれの想い [2:03]
25. 優しい結末 [1:37]
26. 光の羽 [0:51]
27. 取り戻せないもの [2:02]
28. そして再び [2:13]
29. 誓い言〜スコシだけもう一度〜（TVサイズ） [1:36]
歌：IKU
作詞・作曲：IKU、編曲：高瀬一矢（I've）
テレビアニメ『とある魔術の禁書目録』後期エンディングテーマ

## とある科学の超電磁砲
2010年1月29日と5月28日に発売。

### Vol.1 SPARK!!
2010年1月29日発売。ジャケットには御坂美琴が描かれている。
収録曲
1. only my railgun（TV size） [1:36]
歌：fripSide
作詞：八木沼悟志・yuki-ka、作曲・編曲：八木沼悟志
テレビアニメ『とある科学の超電磁砲』前期オープニングテーマ
2. 常盤台中学校 [2:26]
3. 風紀委員の活動 [1:44]
4. ジャッジメントですの! [2:00]
5. 初春飾利 [1:57]
6. 学舎の園 [1:42]
7. お姉さま・・・ [1:11]
8. 黒子の企て [1:50]
9. いつもの仲間と [1:38]
10. 策謀 [1:56]
11. searcher [2:45]
12. battle area [2:28]
13. 大切な友達 [1:58]
14. 渇望 [2:44]
15. 噂されるモノ [3:12]
16. アンチスキル [1:38]
17. 小さな望み [2:10]
18. RAILGUN SHOOT [2:36]
19. 逆転 [2:11]
20. あのときの約束 [2:11]
21. 木山せんせい [2:31]
22. Dear My Friend -まだ見ぬ未来へ-（TV size） [1:33]
歌：ELISA
作詞：春和文、作曲：渡辺拓也、編曲：大久保薫
テレビアニメ『とある科学の超電磁砲』前期エンディングテーマ

### Vol.2 MOMENT
2010年5月28日発売。ジャケットには、白井黒子が描かれている。
収録曲
1. LEVEL5-judgelight-（TV size） [1:42]
歌：fripSide
作詞：fripSide、作曲・編曲：八木沼悟志
テレビアニメ『とある科学の超電磁砲』後期オープニングテーマ
2. 放課後 [2:17]
3. 常盤台女子寮 [1:36]
4. Tea time [2:12]
5. やれやれ [1:36]
6. それって・・・ [1:57]
7. これでいいんですの? [1:59]
8. スキルアウト [2:07]
9. 思い出 [2:11]
10. 強い意志 [3:54]
11. high speed [3:20]
12. レベルアッパー [1:43]
13. あの日の続き [3:28]
14. どうしようもない気持ち [2:18]
15. 決意 [2:02]
16. 立ちはだかる現実 [3:17]
17. AIMバースト [1:47]
18. 差し迫る危機 [3:01]
19. 立ち止まれない理由 [1:50]
20. 帰る場所 [3:17]
21. 笑顔で [2:10]
22. 学園都市の夕暮れ [2:50]
23. Real Force（TV size） [1:32]
歌：ELISA
作詞：六ツ見純代、作曲・編曲：菊田大介（Elements Garden）
テレビアニメ『とある科学の超電磁砲』後期エンディングテーマ

## とある魔術の禁書目録II

### Vol.1
2011年1月26日発売。ジャケットはインデックス。
収録曲
1. No buts!（TVサイズ）
歌：川田まみ
作詞：川田まみ、作曲：中沢伴行、編曲：中沢伴行・尾崎武士
テレビアニメ『とある魔術の禁書目録II』前期オープニングテーマ
2. ファナティック
3. 急襲
4. 追走
5. とある日常の光景
6. 異端審問
7. 迫る影
8. 最強の名乗り
9. 混迷
10. サイキックバトル
11. 忘却の日々
12. 自業自得?
13. ティータイム
14. 策謀
15. 速記原典
16. 魔道書
17. 打ち止めと一方通行
18. 強大なチカラ
19. クロススピード
20. 受難
21. 炎に焼かれるモノ
22. 幕間
23. Magic∞world（TVサイズ）
歌：黒崎真音
作詞：黒崎真音、作曲・編曲：井内舞子
テレビアニメ『とある魔術の禁書目録II』前期エンディングテーマ

### Vol.2
2011年5月25日発売。ジャケットは打ち止め（ラストオーダー）。
収録曲
1. See visionS（TVサイズ）
歌：川田まみ
作詞：川田まみ、作曲・編曲：井内舞子
テレビアニメ『とある魔術の禁書目録II』後期オープニングテーマ
2. 新たなる戦い
3. ただひたすらに
4. 啓示
5. フェイク
6. 天草式十字凄教
7. 大魔術
8. エレクトリックチェイス
9. 安らぎの場所
10. イニシエーション
11. 凍えた心
12. 水の都
13. くつろぎの時間
14. 気づかぬうちに
15. 伝えたいこと
16. ローマ正教
17. 魔滅の声
18. 女王艦隊
19. 襲撃
20. ただ、そうであるために
21. 夜明け
22. 聖歌
23. メモリーズ・ラスト（TVサイズ）
歌：黒崎真音
作詞：黒崎真音、作曲：中沢伴行、編曲：中沢伴行・尾崎武士
テレビアニメ『とある魔術の禁書目録II』後期エンディングテーマ